# Lista över Roadrunner Records artister
Denna sida listar nuvarande och före detta artister på skivbolaget Roadrunner Records.

## Nuvarande Roadrunner artister
- 3 Inches of Blood
- 7th Son
- 8 Foot Sativa (Nya Zeeland)
- Adelleda (Nya Zeeland)
- Airbourne
- Amanda Palmer
- Atreyu (förutom USA)
- Behind Crimson Eyes (Australien)
- Betzefer (förutom USA)
- Biffy Clyro  (endast USA och Japan)
- Black Stone Cherry
- Bleeding Through (förutom USA)
- Blood Has Been Shed (endast Nederländerna och Storbritannien)
- Caliban (förutom USA)
- Cavalera Conspiracy
- CKY
- Cradle of Filth
- Convent of Mercy  (endast Australien)
- DÅÅTH
- Delain (endast Europa)
- Delight (Polen)
- De Novo Dahl
- Devilicious (Storbritannien)
- DevilDriver
- Divine Heresy (förutom USA)
- Dommin
- Down (förutom USA)
- DragonForce (endast USA och Storbritannien)
- Dream Theater
- Dresden Dolls (USA, Storbritannien, Australien)
- Dry Ivory Fenrir Black
- Electric Eel Shock (endast Japan)
- Emperor (endast Norden)
- Every Time I Die (Storbritannien)
- Fear Factory (endast Storbritannien)
- FC Five (Japan)
- Flames Go Higher (Australien)
- Hopesfall (Storbritannien, Australien)
- Jeopardy Theory (Nya Zeeland)
- Jonas Goldbaum (Tyskland)
- Khoma (Storbritannien)
- Kill Hannah (förutom USA)
- Killswitch Engage
- Kids In Glass Houses (endast Storbritannien)
- Kiss (Storbritannien och Europa)
- KoRn
- Lamb of God (förutom Nordamerika)
- Liv Kristine (endast Europa)
- Machine Head
- Madina Lake
- Megadeth
- Most Precious Blood (Storbritannien, Australien)
- Mutiny
- Negative (endast Europa)

| valign="top" width="33%"|
- Nickelback (förutom Canada)
- Nightwish (endast USA)
- Opeth
- Pain (Norden, endast Europa)
- Poison the Well (Storbritannien)
- Porcupine Tree (förutom Nordamerika och Japan)
- Port Amoral
- Satyricon (förutom USA och Norge)
- Slipknot (förutom Skandinavien)
- Soulfly
- Staind
- Steadlür
- Stereoside
- Stone Sour
- The Cult
- The Parlor Mob
- The White Room (Australien)
- The Wombats (USA)
- Theory of a Deadman
- Terror (Storbritannien, Australien)
- Throwdown (förutom USA)
- Trivium
- Walls of Jericho (Storbritannien, Australien)
- Within Temptation

## Före detta Roadrunner artister
- 12 Gauge (1998)
- 36 Crazyfists (2000–2007)
- 40 Below Summer (2003, Storbritannien)
- Above All (1996, Storbritannien)
- Agnostic Front (1992–1993)
- Amen (1998–1999)
- Annihilator (1987–1994)
- Anyone (2001)
- Artillery (1990)
- Atrocity
- Atrophy  (1987–1990)
- Battleaxe (Tidigt 80-tal)
- Beki and the Bullets (Australien)
- Believer (1990–1994)
- Big Rude Jake (1999)
- Bill Wyman's Rhythm Kings (Tyskland)
- Biohazard (1992–1994)
- Black Label Society (2006–2007)
- Black Train Jack
- Blitzkrieg (1991)
- Blue Mountain (1995–1999)
- Bobby D (1998)
- Boiler Room (musikgrupp) (2000)
- Both Worlds (1998)
- Brujeria (1993–2000)
- Budgie (1991)
- Bulldozer (1985–1986)
- Buzzov*en (1994)
- Carnivore (1986–1987)
- Cerebral Fix (1990–1991)
- Chimaira (2001–2006)
- Christy Moore
- Coal Chamber (1994–2003)
- Corvus Corax (Tyskland)
- Crimson Glory (1986–1991)
- Cynic (1992–1993)
- Daniela's Daze (Europe, Australien)
- Days In Grief (Tyskland)
- Death (1995)
- Defiance (1989–1992)
- Deicide (1990–2001)
- Delerium (1991)
- Detente (1986)
- Die Monster Die
- Dirty Americans (2001–2004)
- Disincarnate
- Dislocated Styles (2001)
- DJ Micro (1997–1998)
- Dog Eat Dog (1993–2000)
- DoubleDrive (2002–2003)
- Downer (2001)
- downthesun (2002–2003)
- Dreamkillers (Australien)
- Dry Kill Logic (2000–2002)
- Earth Crisis (1998)
- Effigy (Australien)
- Eighteen Visions (Storbritannien)
- Ether Seeds (2003)
- Exhorder (1990–1992)
- Faktion (2004–2006)
- Fear Factory (1992–2002)
- Fish
- Five Pointe O (2001–2003)
- Floodgate (mitten av 1990-talet)
- Frankenbok (Australien)
- Frankie Bones (1998)
- From Autumn To Ashes (Storbritannien)
- Front Line Assembly (1994)
- Gang Green (1987–1991)
- Glassjaw (1999–2000)
- goneblind (2002)
- Gorguts (1991–1993)
- Gruntruck (1990–1992)
- Hatebreed (2005–2008)
- Heathen (1991)
- Hellion (1983)
- High Holy Days (2004)
- Ian Anderson (Tyskland)
- Ill Niño (2000–2006)
- Illdisposed
- Immolation (1991)
- Infernal Majesty
- Intermix
- James Blunt
- Jerry Cantrell (2002)
- Jethro Tull (Tyskland)
- Johnny Q. Public
- Junkie XL
- Kaize (endast Kanada)
- Karma To Burn (1997–1999)
- Kemuri
- Kevin Salem
- King Diamond (1986–1990)
- KMFDM (Storbritannien)
- Lääz Rockit (1987–1991)
- Last Crack
- Leningrad Cowboys (2000)
- Life of Agony (1993–2000)
- Linda McDonald
- Little Louie Vega (1999)
- Machine Head (2003)
- Madball (1994–1998)
- Magellan (Tyskland)
- Malevolent Creation (1990–1993)
- MC Breed (1999)
- Mercyful Fate (1983–1987)
- Metallica (Scandinavia)
- Mindless Self Indulgence (Sent 90-tal)
- The Misfits (2000)
- Motörhead (1988–1990)
- Mucky Pup (Europeisk distribution genom systermärket, Roadracer)
- Murderdolls (2002–2006)
- Nailbomb (1994–1995)
- New York Dolls (2005–2007)
- NME.MINE (Tyskland)
- Non-Intentional Lifeform (Australien)
- Obituary (1989–2005)
- Open Hand (Europa)
- Optimum Wound Profile (1992–1993)
- Out (X-Position) (Australien)
- Paradox (1987–1989)
- Pestilence (1988–1994)
- Pet Lamb (1994–1998)
- PE'Z (Storbritannien)
- Phantom Blue (1989)
- Poison the Well (Tyskland)
- Powersurge (1990–1991)
- Quintaine Americana (1998)
- Raccoon
- Ratos de Porão (1989–1991)
- Realm
- Red Tape
- Roadrunner United (2005–2008)
- Rumblefish
- Sadus (1990–1992)
- Sanctity (2006–2008)
- Saxon (1989)
- Scarlet (Storbritannien)
- Segression (2000, Australien)
- Sepultura (1988–2002)
- Sevendust (2005–2006, Europa och Australien)
- Shadows Fall (2006–2007, förutom USA)
- Shank 456
- Shelter (1995–1997)
- Shootyz Groove (1997)
- Skinlab (Tecknade avtal, men släpptes fria innan deras debutalbum släpptes)
- Sparks (1998)
- Spineshank (1996–2003)
- Sinéad O'Connor (Tyskland)
- Sinch (2002)
- Solitude Aeturnus (1991–1992)
- Star Star
- Steven Lemay (Kanada)
- Still Remains (2005–2008)
- Suffocation (1991–1995)
- Sybil (1997)
- The 69 Eyes (endast Europa och Japan)
- The Agony Scene (2005)
- The Creetins (Tyskland)
- The Damned (1991)
- The Karelia (Tyskland)
- The Moon Seven Times
- The Outlaws (1993)
- The Sheila Divine (1999)
- The Stranglers (Tyskland)
- The Workhorse Movement (2000)
- Thor (1985)
- Thornley (2004)
- Tin Foil Phoenix (Storbritannien)
- Toxik (sent 80-tal till tidigt 90-tal)
- To My Surprise (2003)
- Toilet Böys
- Twelve Tribes (Storbritannien)
- Twice the Sun (Tecknade avtal, men bröt upp innan de släppte ett album)
- Type O Negative (1990–2004)
- Ultramagnetic MCs (1996–1997)
- Vision of Disorder (1996–1998)
- Waltari (1991–1994)
- Wednesday 13 (2005)
- Westworld (2000)
- Whiplash (1985–1990)
- Willard (1992)
- Wormhole (mitten av 1990-talet)
- Xentrix (sent 80-tal till tidigt 90-tal)
- Zao (Storbritannien)